# Salpa
Salpa là một chi động vật sống đuôi thuộc họ Salpidae. Các loài của chi này có sự phân bố rộng rãi trên thế giới.

## Các loài
- Salpa aspera Chamisso, 1819
- Salpa fusiformis Cuvier, 1804
- Salpa gerlachei Foxton, 1961
- Salpa maxima Forskål, 1775
- Salpa thompsoni Foxton, 1961
- Salpa tuberculata Metcalf, 1918
- Salpa younti van Soest, 1973